# Beni Yenni
Beni Yenni è un comune dell'Algeria, situato nella provincia di Tizi Ouzou.